# Teorie spotřebitele
Teorie spotřebitele je část mikroekonomické teorie, která zkoumá, jakým způsobem rozhoduje spotřebitel o umístění svého omezeného důchodu mezi různé statky.
Tato teorie, stejně jako jiné ekonomické teorie, vychází z předpokladu racionálně jednajícího subjektu. Spotřebitel se snaží na základě svých preferencí maximalizovat užitek. Pro znázornění preferencí se používá indiferenční analýza.
Snaha maximalizovat užitek je omezena disponibilním důchodem, tzn. důchodem, který má spotřebitel k dispozici. Toto omezení je vyjádřeno linií rozpočtu.
Optimum spotřebitele ve zjednodušeném modelu, kde se spotřebitel rozhoduje mezi dvěma žádoucími statky, se pak nachází na tečně linie rozpočtu a indiferenční křivky (mezní míra substituce ve spotřebě se rovná mezní míře substituce ve směně).
Pokud spotřebitel výrazně preferuje jeden statek (např. X) a jeho relativní cena tomu neodpovídá, bude spotřebitel nakupovat pouze tento statek. Potom se optimum nebude nacházet na tečně linie rozpočtu a iniferenční křivky, ale na průsečíku linie rozpočtu s osou, která znázorňuje množství preferovaného statku (v našem případě osa x). Tato situace se nazývá rohové řešení.

## Pojmy zkoumané v teorii spotřebitele
- preference
- užitek
- optimum spotřebitele
- přebytek spotřebitele
- žádoucí, nežádoucí a lhostejné statky
- normální – nezbytné nebo luxusní – a méněcenné statky
- substituty, komplementy

### Křivky
- linie rozpočtu (BL – budget line)
- indiferenční křivka (IC – indifference curve)
- individuální poptávka (D – demand)
- důchodová spotřební křivka (ICC – income consumption curve)
- Engelova křivka (EC – Engel's curve)
- Engelova výdajová křivka (EEC – Engel's expenditure curve)
- cenová spotřební křivka (PCC – price consumption curve)